# Nap-éj egyenlőség
| Nap-éj egyenlőségek és napfordulók időpontjai a Földön (UTC idő) | Nap-éj egyenlőségek és napfordulók időpontjai a Földön (UTC idő) | Nap-éj egyenlőségek és napfordulók időpontjai a Földön (UTC idő) | Nap-éj egyenlőségek és napfordulók időpontjai a Földön (UTC idő) | Nap-éj egyenlőségek és napfordulók időpontjai a Földön (UTC idő) | Nap-éj egyenlőségek és napfordulók időpontjai a Földön (UTC idő) | Nap-éj egyenlőségek és napfordulók időpontjai a Földön (UTC idő) | Nap-éj egyenlőségek és napfordulók időpontjai a Földön (UTC idő) | Nap-éj egyenlőségek és napfordulók időpontjai a Földön (UTC idő) |
| esemény                                                          | tavaszi nap-éj egyenlőség                                        | tavaszi nap-éj egyenlőség                                        | nyári napforduló                                                 | nyári napforduló                                                 | őszi nap-éj egyenlőség                                           | őszi nap-éj egyenlőség                                           | téli napforduló                                                  | téli napforduló                                                  |
| hónap                                                            | március                                                          | március                                                          | június                                                           | június                                                           | szeptember                                                       | szeptember                                                       | december                                                         | december                                                         |
| év                                                               |                                                                  |                                                                  |                                                                  |                                                                  |                                                                  |                                                                  |                                                                  |                                                                  |
| év                                                               | nap                                                              | idő                                                              | nap                                                              | idő                                                              | nap                                                              | idő                                                              | nap                                                              | idő                                                              |
| ---------------------------------------------------------------- | ---------------------------------------------------------------- | ---------------------------------------------------------------- | ---------------------------------------------------------------- | ---------------------------------------------------------------- | ---------------------------------------------------------------- | ---------------------------------------------------------------- | ---------------------------------------------------------------- | ---------------------------------------------------------------- |
| 2020                                                             | 20                                                               | 03:50                                                            | 20                                                               | 21:43                                                            | 22                                                               | 13:31                                                            | 21                                                               | 10:03                                                            |
| 2021                                                             | 20                                                               | 09:37                                                            | 21                                                               | 03:32                                                            | 22                                                               | 19:21                                                            | 21                                                               | 15:59                                                            |
| 2022                                                             | 20                                                               | 15:33                                                            | 21                                                               | 09:14                                                            | 23                                                               | 01:04                                                            | 21                                                               | 21:48                                                            |
| 2023                                                             | 20                                                               | 21:25                                                            | 21                                                               | 14:58                                                            | 23                                                               | 06:50                                                            | 22                                                               | 03:28                                                            |
| 2024                                                             | 20                                                               | 03:07                                                            | 20                                                               | 20:51                                                            | 22                                                               | 12:44                                                            | 21                                                               | 09:20                                                            |
| 2025                                                             | 20                                                               | 09:02                                                            | 21                                                               | 02:42                                                            | 22                                                               | 18:20                                                            | 21                                                               | 15:03                                                            |
| 2026                                                             | 20                                                               | 14:46                                                            | 21                                                               | 08:25                                                            | 23                                                               | 00:06                                                            | 21                                                               | 20:50                                                            |
| 2027                                                             | 20                                                               | 20:25                                                            | 21                                                               | 14:11                                                            | 23                                                               | 06:02                                                            | 22                                                               | 02:43                                                            |
| 2028                                                             | 20                                                               | 02:17                                                            | 20                                                               | 20:02                                                            | 22                                                               | 11:45                                                            | 21                                                               | 08:20                                                            |
| 2029                                                             | 20                                                               | 08:01                                                            | 21                                                               | 01:48                                                            | 22                                                               | 17:37                                                            | 21                                                               | 14:14                                                            |
| 2030                                                             | 20                                                               | 13:51                                                            | 21                                                               | 07:31                                                            | 22                                                               | 23:27                                                            | 21                                                               | 20:09                                                            |

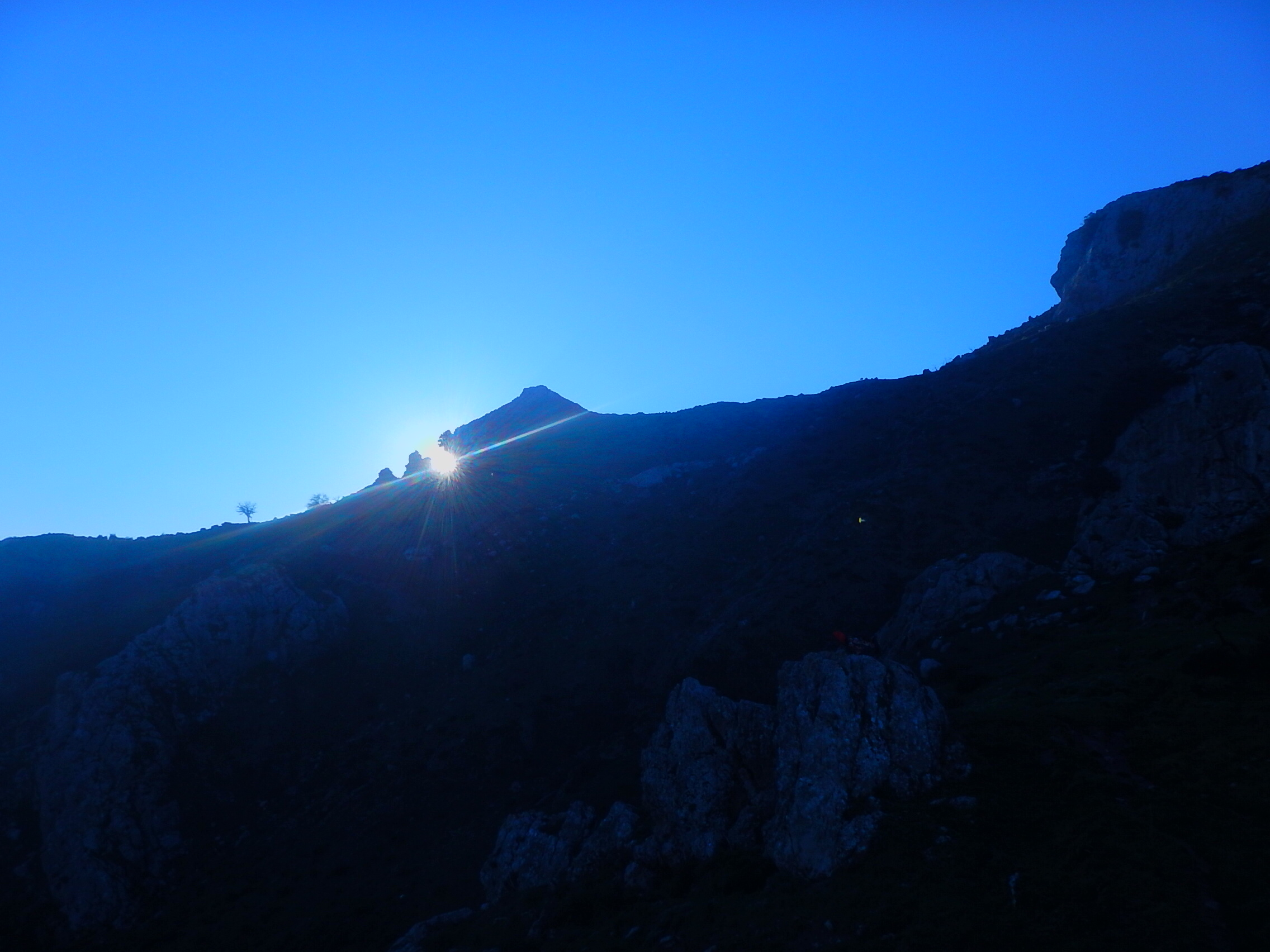
Naplemente a nap-éj egyenlőség napján (Fondachelli-Fantina, Szicília)

A nap-éj egyenlőség (latinul aequinoctium) egy csillagászati esemény, amelyben a földi egyenlítő síkja áthalad a Nap középpontján, ez évente kétszer fordul elő (március 21. és szeptember 23. körül).

## Márciusi (tavaszi) nap-éj egyenlőség
A 21. században 2011 volt az utolsó olyan év (közép-európai idő szerint), amikor március 21-én következett be ez az időpont, innentől a század végéig mindig korábban lesz. 2011-ben ugyanis még március 21-ére esett a csillagászati tavasz kezdete, de mivel 2012 szökőév volt, ezért ebben az évben 20-án reggel következett be. Ezt követően, mivel 365 napos évek jönnek, a nap-éj egyenlőség időpontja ismét egyre későbbre kezdett tolódni, de 2015-ben is még március 20-ára esett, nem sokkal éjfél előtt köszöntött be a csillagászati tavasz. Ezután, mielőtt még újra elérte volna a 21-ét, ismét szökőév jött, ezért 2016-ban a nap-éj egyenlőség március 20-án reggelre került vissza. A négyévenkénti 45 perces csúszás azt eredményezi, hogy 2012-től 2047-ig minden évben – közép-európai idő szerint – március 20-ára, 2048-tól viszont már 19-ére esik a jeles nap, a tavasz kezdete – csillagászatilag. Mivel 2100-ban kimarad (az egyébként négyévente esedékes) február 29., így 1 napot előrefelé mozdul el a folyamat, és 2102-ben már – a 22. században először – ismét 21-én következik be a természet újjászületésének e fontos szimbóluma.
Viszont mivel a Földön mindenhol ugyanabban az időpillanatban következik be, és csak időzónánként változik az időpontja, ez azt is jelenti, hogy 2050-ben a legkeletebbre található időzónában helyi idő szerint (UTC+14) március 21-én, 0 óra 20 perckor következik be, tehát ott még a század közepéig kell várni a 21. század utolsó 21-ei nap-éj egyenlőségére.
Az északi félgömbön tavaszi nap-éj egyenlőségnek, a délin őszi nap-éj egyenlőségnek nevezik. A két féltekén ez a csillagászati tavasz, illetve a csillagászati ősz kezdete is egyben.
Az időnként előforduló eltérés a naptári és csillagászati számítás között abból adódik, hogy a római katolikus egyház annak érdekében, hogy a húsvét időpontját egyszerűbben meg lehessen határozni, a nap-éj egyenlőség időpontját mindig március 21-ére teszi.

## Szeptemberi (őszi) nap-éj egyenlőség
A szeptemberi nap-éj egyenlőség napja szeptember 22., illetve szeptember 23. Jellemzően 23-ára esik, csak szökőévekben, illetve közvetlenül 1 évvel utána fordul elő 22-én, illetve a nyugatabbra található időzónákban – ritkán – 21-én este köszönt be a csillagászati ősz.
Az északi féltekén őszi nap-éj egyenlőségnek, a délin tavaszi nap-éj egyenlőségnek nevezik. A két félgömbön ez a csillagászati ősz, illetve a csillagászati tavasz kezdete is egyben.

## A nappal hossza a nap-éj egyenlőség időpontjában
A nap-éj egyenlőség idején a Nap és a Föld középpontját összekötő egyenesre merőlegesen, a Föld középpontjában állított sík a földfelszínből a terminátornak nevezett gömbi főkört metszi ki, amely ekkor az egyenlítőre és minden szélességi körre merőleges; ezeket felezi, amiből következik, hogy az egész Földön nap-éj egyenlőség van. Ezt a bevezető ábra is szemléletesen mutatja.
A geometriai magyarázattól eltérően a nappal és az éjszaka hossza a definícióból adódóan ekkor sem azonos. Az egyenlítőn a nappal megközelítőleg 12 perccel hosszabb az éjszakánál, és az eltérés az egyenlítőtől távolodva egyre jobban növekszik: a pólusoknál fél évig tart a nappal, és fél évig az éjszaka.